# La casa sulla scogliera
La casa sulla scogliera (The Uninvited) è un film horror del 1944 diretto da Lewis Allen e interpretato da Ray Milland, tratto dal libro Uneasy Freehold di Dorothy Macardle.
Il film è stato candidato agli Oscar per la miglior fotografia in bianco e nero di Charles Lang.
Nella colonna sonora è presente lo standard jazz Stella by Starlight, il brano era stato composto per il film e la prima registrazione fu realizzata da Victor Young e dalla sua Orchestra. 

## Trama
Due londinesi, il musicista e critico Roderick Fitzgerald e sua sorella Pamela, si innamorano di Windward House (Villa Ventosa nella versione italiana), una villa abbandonata a picco sul mare, vista durante una vacanza in provincia. Decidono di comperarla dal comandante Beech, che non vede l'ora di disfarsene e di trasferirsi a vivere via da lì. Scopriranno ben presto che è abitata da presenze sovrannaturali che, durante la notte, si manifestano con gemiti, riverberando un'aura luminosa, provocando brividi di freddo o emanando un intenso profumo di mimosa.
Queste manifestazioni si legano ad un oscuro episodio avvenuto durante l'infanzia della nipote dell'ex proprietario della casa, Stella Meredith, rimasta orfana della madre all'età di tre anni, quando questa precipitò dall'alta scogliera antistante la casa. Da allora il nonno la prese a vivere con sé, anche in conseguenza dell'abbandono del padre, fuggito ed andato a morire in solitudine da qualche parte in Europa. Roderick, ben presto invaghitosi di Stella, si scontra con le reticenze dell'anziano parente che vuole tenere la giovane lontano dalla villa, essendo consapevole dell'influsso pericoloso che il luogo può esercitare su di lei. Questo timore verrà confermato quando Stella, recatasi a cena dai Fitzgerald contravvenendo il divieto del nonno, cadrà in una sorta di ipnosi correndo fuori di casa verso il precipizio e verrà salvata in extremis da Roderick.
Il medico del villaggio, il dottor Scott, venuto a visitare Stella dopo l'incidente, ragguaglia i fratelli Fitzgerald sul ménage à trois che la loro casa aveva ospitato una ventina d'anni prima, tra il padre di Stella, sua madre Mary Meredith e Carmen, una zingara spagnola modella del padre pittore. Quest'ultima morì di polmonite pochi giorni dopo la morte di Mary, da lei spinta giù dalla scogliera, stando al racconto di anziani vicini.
Nel frattempo il comandante Beech, allarmato dal pericolo incombente sulla nipote, la affida ad una vecchia, intima amica di Mary, miss Holloway, perché la porti lontano dalla casa. Miss Holloway, che da semplice infermiera è divenuta negli anni la proprietaria e direttrice di una specie di sanatorio per malati di mente, rivela in realtà una psiche disturbata. Quando viene a sapere che i fratelli Fitzgerald assieme al dottor Scott stanno venendo a prelevare Stella, troverà il modo di rimandare la ragazza da sola di notte alla casa sulla scogliera con l'intento di lasciarla in balia della maledizione.
Dopo una precipitosa corsa a Windward House per salvare Stella che, nuovamente preda dello spirito malvagio stava per lanciare nel vuoto, il dottor Scott, grazie ai vecchi registri lasciati del suo predecessore, fara' luce sugli eventi di vent'anni prima. Mary non poteva o voleva avere figli e Stella era nata dalla relazione tra il padre e la modella Carmen, venendo poi adottata dai Meredith subito dopo la nascita. La crescente gelosia di Mary la spinse infine a voler uccidere la bimba gettandola dal dirupo, venendo però fermata  dalla vera madre che, una volta salvata la piccola, si ammalo' di polmonite che, la malefica miss Holloway avrebbe fatto scientemente aggravare fino alla morte.  Il ristabilimento della verità farà finalmente liberare la casa dagli spiriti e Stella coronerà il suo amore con Roderick e la sorella Pamela si consolerà tra le braccia del dottor Scott.

## Produzione
Il film fu prodotto dalla Paramount Pictures

## Distribuzione
Distribuito dalla Paramount Pictures, il film venne presentato in prima a Washington il 10 febbraio 1944. Il 26 febbraio, si tenne una prima cittadina anche a New York. La pellicola ebbe una distribuzione internazionale, uscendo nelle sale di tutto il mondo: in Svezia fu distribuito il 16 ottobre 1944 con il titolo De objudna; in Portogallo uscì come A Casa Assombrada il 20 ottobre; in Finlandia, come Kutsumattomat vieraat, l'11 febbraio 1945. Nella stessa data, uscì anche in Francia come La Falaise mystérieuse, mentre in Brasile prese il titolo di O Solar das Almas Perdidas.

### Fortuna critica
Il regista Martin Scorsese ha inserito La casa sulla scogliera nella sua lista degli 11 migliori film del terrore di tutti i tempi.

## Temi
- La psicanalisi: Stella non sarà in grado di passare all'età adulta e di vivere un sereno rapporto con Roderick fino a quando non avrà affrontato e superato i tragici fatti avvenuti nei suoi primissimi anni di vita rimettendo assieme i pezzi.
- Il male involontario fatto da persone care: pur avendola immensamente a cuore, il comandante Beech è il principale responsabile delle difficoltà di Stella nello sconfiggere i propri demoni, in quanto temendo per lei preferisce occultarli tenendola lontana da essi.
- Il bene e il male non sono sempre facilmente riconoscibili: agli occhi di tutti Mary appare virtuosa all'esagerazione, quando in realtà tenterà d'uccidere Stella sia da viva che da morta. Al contrario Carmela viene da più parti descritta come una persona meschina e malvagia, salvo poi rivelarsi la principale vittima di tutta la vicenda.
- L'omosessulità femminile: la signora Holloway mostra un'autentica adorazione per l'amica Mary ("Mary era una dea. La carne era radiosa e i suoi capelli spandevano luce", "Mary Meredith era il più fine essere umano che ho conosciuto"), tanto da intitolare a suo nome la clinica di cui diviene proprietaria, e addirittura da uccidere la sua rivale in amore. Inoltre continua ad assisterla diciassette anni dopo cercando di favorire la morte di Stella.
- Dalle avversità talvolta nasce un bene inatteso: sarà proprio grazie alle sventure in questione che Roderick e Stella s'innamoreranno, cosa che poco dopo succederà anche tra Pamela e il dottor Scott.